# Twierdzenie o monotoniczności wymiaru
Twierdzenie o monotoniczności wymiaru jest jednym z podstawowych twierdzeń teorii wymiaru. Twierdzenie to występuje w trzech wersjach, odpowiadającym trzem podstawowym topologicznym definicjom wymiaru.

## Twierdzenie o monotoniczności małego wymiaru indukcyjnego

### Założenia
Niech X będzie przestrzenią regularną.

Niech M będzie podprzestrzenią X.

### Teza
ind M ≤ ind X, gdzie ind oznacza mały wymiar indukcyjny.

### Dowód
- Jeśli ind X = ∞, prawdziwość twierdzenia wynika z właściwości liczby nieskończonej.
- Dla ind X ≤ ∞, przeprowadzimy dowód indukcyjny ze względu na wymiar przestrzeni X.
  1. Jeśli ind X = -1, wtedy X = ∅, zatem M = ∅ skąd ind M = -1, zatem teza jest spełniona.
  2. Przypuśćmy, że twierdzenie jest prawdziwe dla przestrzeni, których wymiar nie przekracza n – 1. Niech teraz X oznacza przestrzeń wymiaru nie większego niż n, a M pewną jej podprzestrzeń. Niech x ∈ M, oraz niech V oznacza otoczenie x w M. Z definicji topologii podprzestrzeni istnieje zbiór V1 w przestrzeni X taki, że V = M ∩ V1. ind X ≤ n, zatem z definicji wymiaru istnieje zbiór otwarty U1 ⊂ X taki, że x ∈ U1 ⊂ V1 oraz ind bd U1 ≤ n – 1. Zbiór U = M ∩ U1 jest otwarty w M i x ∈ U ⊂ V. Zauważmy, że bdMU = M ∩ clX(M ∩ U1) ∩ clX(M \ U1) ⊂ bdU1, zatem na mocy założenia indukcyjnego ind bdMU ≤ n-1, zatem z warunku (MU2) definicji małego wymiaru indukcyjnego dostajemy ind M ≤ ind X ≤ n co kończy dowód.

## Twierdzenie o monotoniczności dużego wymiaru indukcyjnego

### Założenia
Niech X będzie przestrzenią mocno dziedzicznie normalną.
Niech M będzie podprzestrzenią X.

### Teza
Ind M ≤ Ind X, gdzie Ind oznacza duży wymiar indukcyjny.

## Twierdzenie o monotoniczności wymiaru pokryciowego

### Założenia
Niech X będzie przestrzenią mocno dziedzicznie normalną.
Niech M będzie podprzestrzenią X.

### Teza
dim M ≤ dim X, gdzie dim oznacza wymiar pokryciowy.

## Literatura
- Ryszard Engelking "Teoria wymiaru" PWN 1977